# Hans Latt

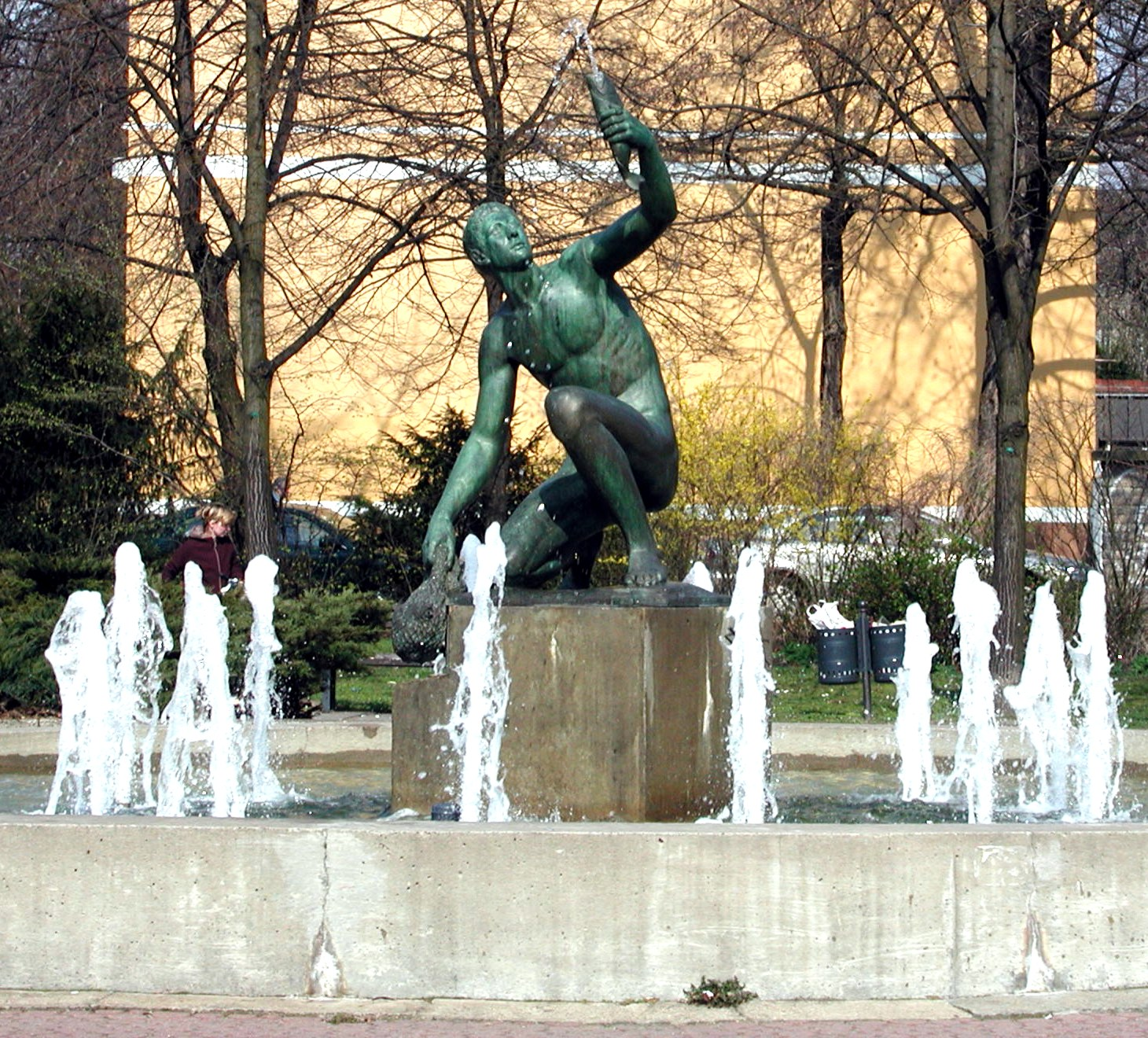
Fontanna z rybakiem w Berlinie-Lichtenbergu

Hans Latt (ur. 3 maja 1859 we Wrocławiu, zm. 27 lutego 1946 w Berlinie) – niemiecki rzeźbiarz, przedstawiciel realizmu.

## Życiorys
Ukończył Kunstschule we Wrocławiu (studiował tam w latach 1878–1882 pod kierunkiem Roberta Härtela). Potem kontynuował naukę w Rzymie, skąd wrócił w 1886 i na stałe osiedlił się w Berlinie, wiążąc się głęboko z tamtejszym środowiskiem artystycznym.

## Twórczość
Latt tworzył głównie popiersia, rzeźby plenerowe i nagrobne, a także oddawał się medalierstwu i rzeźbie architektonicznej. Pracował dla Królewskiej Manufaktury Porcelany w Berlinie. Stworzył m.in. następujące dzieła:
- śpiącego Chronosa na grobie Georga i Berty Wolf na cmentarzu w Berlinie-Kreuzbergu (1904),
- rzeźby na fasadzie Cecilienhaus w Berlinie-Charlottenburgu (1907–1909),
- pomnik nagrobny Ludwiga Nostera w Strzelcach Krajeńskich (około 1910),
- Chłopca z kozą dla Domu Towarowego Wertheim (Berlin-Wilmersdorf, 1918),
- rzeźbę rybaka do fontanny w Berlinie-Lichtenbergu (1925–1933).